# Highlow
Highlow est une paroisse civile du Derbyshire, en Angleterre.